# Hungerburg
Hungerburg, också kallad Hoch-Innsbruck, är en stadsdel i staden Innsbruck, huvudstad i delstaten Tyrol i Österrike.
Hungerburg ligger norr om Innsbrucks stadscentrum, på 860 meters höjd på en högplatå vid foten av bergskedjan Inntalkette.
Fram till 1840-talet bildade Hungerburg ett ganska slutet skogsområde. Joseph Andreas von Attlmayr, gift med Maria von Wörndle zu Weiherburg, köpte 1840 en del av området, och lät bygga ett sommarhus och borra en brunn på marken, vilken han namngav Neuhof Mariabrunn .
Namnet Hungerburg (hungerborgen) har sitt ursprung i det magra utbudet av mellanmål som stod till buds på ett närbeläget värdshus.
Sebastian Kandler, pionjär inom turism, försökte lansera området som sommarort i början av 1900-talet. 1927 uppfördes en bergbana med vilken man kunde nå Inntalkette.